# François Quesnay
François Quesnay wym. /fʁɑ̃swa kɛnɛ/ (ur. 4 czerwca 1694 w Méré, zm. 16 grudnia 1774 w Wersalu) – francuski lekarz, teoretyk ekonomii, twórca szkoły fizjokratycznej.
Urodził się w Méré niedaleko Paryża jako syn drobnego właściciela ziemskiego. Kiedy przeniósł się do stolicy, utrzymywał się z grawerstwa, jednocześnie zdobywając na kursach wiedzę z zakresu medycyny. Dzięki swym uzdolnieniom lekarskim oraz popularności wśród arystokracji w 1749 roku Quesnay został lekarzem faworyty Ludwika XV, markizy de Pompadour, a następnie przybocznym lekarzem królewskim.
Bliskość dworu królewskiego pozwoliła mu na wgląd w położenie ekonomiczne i chaos administracyjny ówczesnej Francji. Na zamówienie Diderota i d’Alamberta napisał artykuły ekonomiczne do Encyclopédie m.in. Doświadczenie (Évidence), Dzierżawcy (Les Fermiers), Zboża (Les Grains).
Po śmierci markizy de Pompadour w roku 1764 Quesnay opuścił dwór w Wersalu i napisał Maksymy ogólne ekonomicznego rządzenia krajem rolniczym oraz wydał Tablicę ekonomiczną (Tableau économique), która stanowiła podstawę fizjokratyzmu. Praca była początkiem badań nad procesami reprodukcji i obiegu produktu społecznego. Quesnay w swojej pracy dowodził znaczenia rolnictwa dla całej gospodarki, jako że ziemia była według niego jedynym źródłem bogactwa.
Po ukazaniu się Tablicy ekonomicznej rozpoczęła się sława Quesnaygo i jego szkoły. Urządzał zebrania skupiające wielu myślicieli i działaczy tego okresu, tworzy centrum nowej doktryny ekonomicznej.

## Publikacje

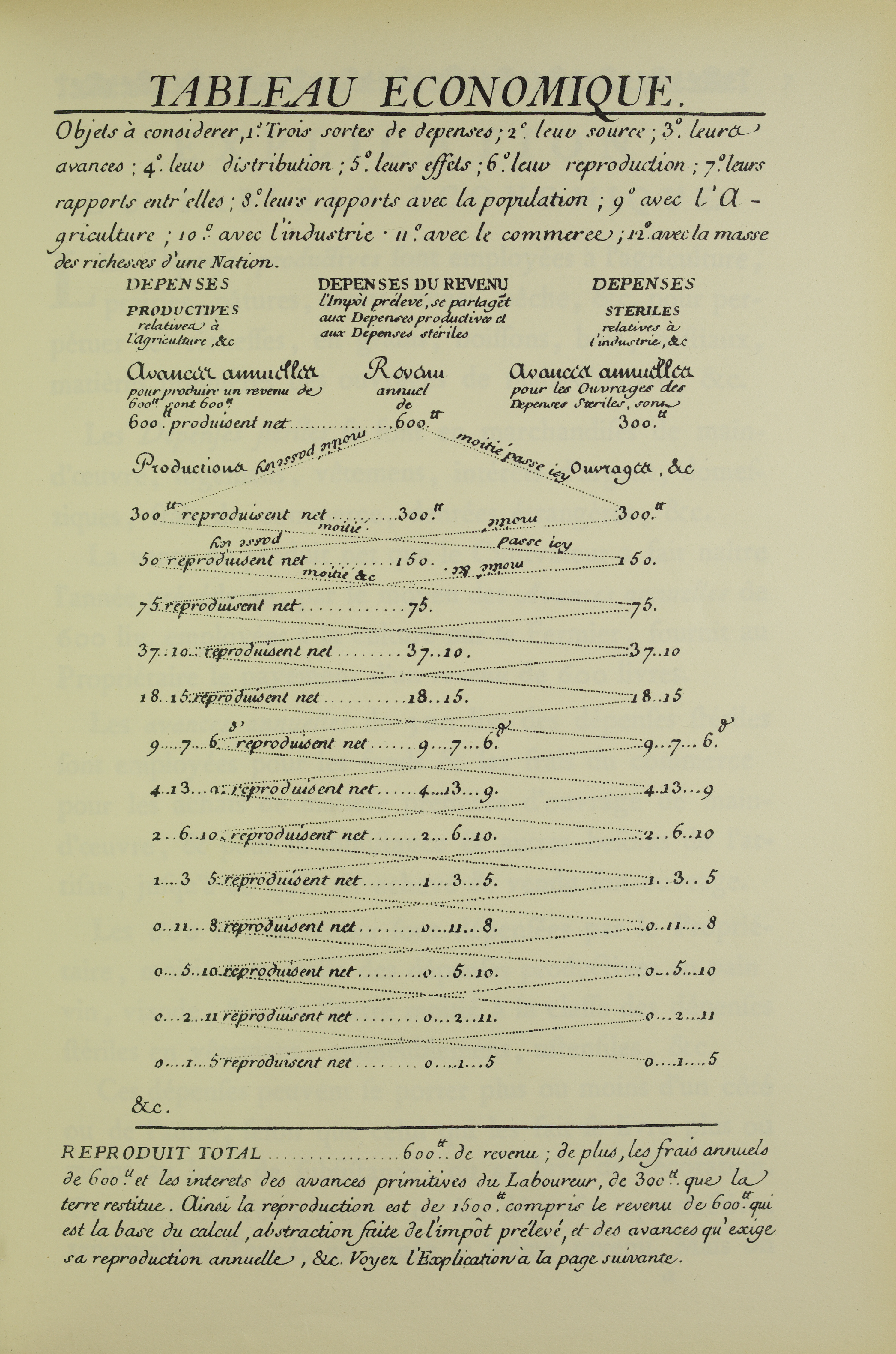
Tableau economique, 1965

- Observations sur les effets de la saignée (1730)
- Essai phisique sur l'œconomie animale (1736)
- L’Art de guérir par la saignée (1736)
- Traité de la gangrène (1749)
- Traité des fièvres continues (1753)
- Évidence, tome VI de l’Encyclopédie de Diderot et d’Alembert (1756)
- Fermiers, tome VI de l’Encyclopédie de Diderot et d’Alembert (1756)
- Grains, tome VII de l’Encyclopédie de Diderot et d’Alembert (1757)
- Maximes générales du gouvernement économique d’un royaume agricole (1758)
- Tableau économique (1758)
- « Observations sur le droit naturel des hommes réunis en société » w Journal de l’agriculture (wrzesień 1756)
- Le plus avantageux au genre humain (1768)